# Kodeks Huygenowski
Kodeks Huygenowski – zbiór notatek Leonarda da Vinci datowanych na koniec XVI wieku. Znajduje się w Nowym Jorku. Kodeks zawiera liczne szkice artysty na temat proporcji ludzkiego ciała i matematycznych stosunków między jego częściami z ok. 1490 roku. Zbiór jest kopią zaginionych szkiców Leonarda. Został przepisany w połowie XVI w. przez mediolańskiego artystę Girolama Figina, który był uczniem dawnego asystenta i przyjaciela Leonarda, Francesca Melziego.